# Pasquale Di Criscito
Pasquale Di Criscito (Napoli, 1830 – 1909) è stato un pittore italiano.

## Biografia
Pittore di scuola morelliana, Pasquale Di Criscito nel 1870 dipinse il soffitto del Teatro Verdi di Salerno raffigurando Gioachino Rossini che, dall'alto di un loggiato, dirige le sue opere ispirato dalle Muse.
Il Di Criscito, con la collaborazione di Giovanni Ponticelli dipinse il sipario di scena del Teatro Bellini di Napoli, raffigurante lo scoglio delle sirene.